# Jennifer Yu
Jennifer Yu, född 1 februari 2002 i Ithaca, New York, är en amerikansk schackspelare. Hon tilldelades titeln Kvinnlig stormästare (WGM) av FIDE år 2018. Hon är också amerikansk mästare för damer 2019.

## Karriär
Yu började spela schack i första klass i grundskolan och deltog i schackträning efter skoldagen. När skolan avslutade sin schackutbildning ville Yu fortsätta att utveckla sitt intresse för schack och bad sina föräldrar att hitta en tränare. Hon började delta i schackturneringar redan vid 7 års ålder och hennes internationella ranking hade stigit till 2100 i slutet av 2013. År 2014 tävlade Yu i Ungdoms-VM i schack i Durban, Sydafrika i sektionen U12 flickor där hon avgick med seger.  Hon var den första kvinnliga spelaren från USA att göra detta på 27 år. År 2015 vann hon Virginia State Closed Championship och blev då den yngsta spelaren och första kvinnan att göra detta. Hon vann också National Girls Tournament of Champions tre gånger, åren 2014, 2015 och 2016. År 2017 ingick hon i USA:s lag vid kvinnliga lag-VM i schack och år 2018 i kvinnliga Schackolympiaden tillsammans med Anna Zatonskih, Irina Krush, Sabina Foisor och Tatev Abrahamyan. I den senare tävlingen vann Yu en enskild bronsmedalj för spel på bord fem.
År 2019 tävlade Jennifer Yu i kvinnliga amerikanska schackmästerskapet och tog första plats.  Hon vann nio matcher av elva och tog endast två remier, mot Annie Wang och Tatev Abrahamyan i omgång fem respektive nio. Före rond 10 ledde Yu med 2 poäng före resten av fältet. På grund av detta kunde ingen annan komma ikapp, förutom Anna Zatonskih. I den näst sista ronden slog Yu Zatonskih och säkrade mästartiteln med en rond kvar att spela. Efter att ha vunnit även den sista ronden, avslutade hon turneringen med ett resultat på 10 av 11 möjliga poäng och ett ranking-resultat motsvarande 2678.
Sin fritid använder Yu bland annat till att skriva Chess^Summit, en blogg som ger information till spelare om hur man förbättrar sitt spel.